# Thulo Pakhar
Thulo Pakhar (en népalais : ठूलो पाखर, thulo signifiant « grand » en népali) est un comité de développement villageois du Népal situé dans le district de Sindhulpalchok. Au recensement de 2011, il comptait 2 909 habitants.